# 蘇我安麻呂
蘇我 安麻呂（そが の やすまろ）は、飛鳥時代後期の貴族。名は安麻侶、安摩侶とも書かれる。大紫・蘇我連子の子。子に石川石足がいる。官位は小花下・少納言。

## 経歴
天智天皇4年（671年）に天智天皇が病気によって重態となった際、大海人皇子（後の天武天皇）を病床に呼ぶための使者を務める。しかし、安麻呂は以前より大海人皇子と親しくしていたことから、「有意ひて言へ」（よく注意してお話なさいませ）と大海人皇子に忠告した。この安麻呂の一言により、大海人皇子は天智天皇からの譲位の申し出を辞退して出家し、吉野に脱出することができたという。
他の蘇我氏一族である蘇我赤兄・蘇我果安らが大友皇子側に付いたのとは対照的な行動であり、天武天皇の命の恩人とも言える。また、乙巳の変や蘇我田口川堀、蘇我倉山田石川麻呂の死亡に見えるような、蘇我氏内部の対立を象徴するものであった。この功労にもかかわらず、天武朝にて重用されるどころか、その後全く史料に安麻呂の名が見えず、没年も未詳である。なお、子・石川石足の死亡記事によると、安麻呂の官位は少納言小花下と見える。小花下は天智天皇3年（664年）以前の冠位制度に基づいた名称であることから、壬申の乱後幾ばくも経たない頃、あるいは乱の最中に早世したと考えられる。